# Ryssopterys
Ryssopterys es un género con seis especies de plantas con flores  perteneciente a la familia Malpighiaceae. Es originario de Oceanía. El género fue descrito por  Carl Ludwig Blume ex Adrien-Henri de Jussieu  y publicado en Icones Selectae Plantarum  3: 21, en el año 1837.  La especie tipo es Ryssopterys timoriensis (DC.) Blume ex A.Juss.

## Especies
- Ryssopterys abutifolia A.Juss.
- Ryssopterys angustifolia Nied.
- Ryssopterys cumingiana 	A. Juss.
- Ryssopterys dealbata 	A. Juss.
- Ryssopterys discolor Gand.
- Ryssopterys timoriensis 	(DC.) Blume ex A. Juss.